# 阿古村
阿古村（あこむら）とは、東京都三宅支庁管内にかつて存在した村である。現在の三宅村阿古。

## 概要
島内で唯一の温泉郷があった村で、三宅島の観光の中心地であった。温泉郷は1983年の雄山噴火による火砕サージによって壊滅的な被害を受けた。

## 地理
- 現在の三宅村の南西部に位置する。
- 村は太平洋に面している。

## 歴史

### 沿革
- 1923年（大正12年）10月1日 - 伊豆諸島への島嶼町村制の施行に伴い、阿古村が単独で村制施行し阿古村が発足。大島島庁管轄。
- 1926年（大正15年） - 大島島庁が島庁廃止に伴い大島支庁に改組。
- 1940年（昭和15年）4月1日 - 伊豆諸島の島嶼町村制が普通町村制に移行。
- 1943年（昭和18年） - 三宅支庁管轄に変更。
- 1956年（昭和31年）2月1日 - 阿古村は三宅村、坪田村とともに合併し、三宅村が発足。同日阿古村廃止。

変遷表
| 1868年 以前 | 1868年 以前 | 大正12年 10月1日 | 昭和31年 2月1日 | 現在   |
| ----------- | ----------- | ---------------- | --------------- | ------ |
|             | 阿古村      | 阿古村           | 三宅村          | 三宅村 |